# Fontpédrouse
Fontpédrouse (catalansk: Fontpedrosa) er en by og kommune i departementet Pyrénées-Orientales i Sydfrankrig.

## Geografi
Fontpédrouse ligger i Conflent 71 km vest for Perpignan. Nærmeste byer er mod vest Mont-Louis (10 km) og mod øst Thuès-Entre-Valls (5 km).

## Demografi

### Udvikling i folketal
| 1962                                                              | 1968 | 1975 | 1982 | 1990 | 1999 | 2007 | 2014 | 2017 |
| ----------------------------------------------------------------- | ---- | ---- | ---- | ---- | ---- | ---- | ---- | ---- |
| 243                                                               | 188  | 147  | 108  | 138  | 123  | 123  | 129  | 123  |
| Tal fra og med 1962 er uden dobbelttælling (sans doubles comptes) |      |      |      |      |      |      |      |      |